# Villanueva de Bogas
Villanueva de Bogas è un comune spagnolo situato nella comunità autonoma di Castiglia-La Mancia.